# Кумис
Кумисът (от тюркски и башкирски:ҡымыҙ, на казахски: қымыз; на киргизки: кымыз; на монголски: айраг; на татарски: кымыз; на турски: kımız; на узбекски: qimiz, на якутски:кымыс) е древна тюрко-монголска напитка от ферментирало мляко от кобила, която все още е важен елемент на културата на башкири, калмики, казахи, киргизи, уйгури, монголи и якути. Цветът на напитката е бял до белезникав, а вкусът леко кисел. Някои видове кумис съдържат по-голямо количество алкохол (0,2 % до 2,5 % етилов алкохол), което може да доведе до опиянение. Може да се каже, че кумисът наподобява в известна степен айряна и кефира.

## История
Историята му може да се проследи и при скитите, които според древногръцкия историк Херодот (484 – 424 г. пр.н.е.) са правили напитка от кобилешко мляко, приготвяна в дървени съдове. По-късно в древноруската Ипатиевска летопис и хрониката францисканския монах Гийом де Рубрук също се срещат описания на кумиса. Археологически най-древните находки са в Казахстан и датират от преди повече от 5500 г. Това е т.нар. ботайска култура от Северозападен Казахстан.

## Състав
| Витамини             | Съдържание (мкг/л) |
| -------------------- | ------------------ |
| Тиамин(B1)           | 203,4              |
| Рибофлавин(B2)       | 375,0              |
| B12                  | 2,1                |
| Пантотенова киселина | 2010,0             |
| Фолиева киселина     | 265,0              |
| Биотин               | 1,2                |
| Витамин С            | 93,2               |